# Senta Aralha (Òlt i Garona)
Senta Aralha (en francès Xaintrailles) és un municipi francès situat al departament d'Òlt i Garona i a la regió de la Nova Aquitània.

## Demografia
| 1962                                       | 1968 | 1975 | 1982 | 1990 | 1999 | 2006 |
| ------------------------------------------ | ---- | ---- | ---- | ---- | ---- | ---- |
| 379                                        | 408  | 342  | 349  | 410  | 396  | 380  |
| Des de 1962: població sense dobles comptes |      |      |      |      |      |      |

## Administració
| Període   | Identitat       | Partit |
| --------- | --------------- | ------ |
| 1995-2000 | Pierre Thebault |        |
| 2000-     | Gilles Lespes   |        |